# Medieakademin
Medieakademin är en ideell förening som grundades 1997. Syftet är att fördjupa mediedebatten och skapa mötesplatser för att öka förståelsen om hur medier påverkar samhället. Föreningen drivs av en styrelse där alla arbetar ideellt. Föreningen har organisationsnummer 857210-013200001.
Medieakademin grundades av Göteborgs-Posten, Göteborgs universitet, Forsman & Bodenfors och NFO Infratest (numera Kantar Sifo). Några av de mest framträdande medgrundarna var Peter Hjörne, Sören Holmberg och Lennart Weibull. Idén var att skapa en mötesplats mellan tre världar som sällan träffades: näringsliv, medier och akademi.
Medieakademin publicerar sedan 1997 den årliga Förtroendebarometern, Sveriges mest uppmärksammade mätning om förtroende för medier, politik och näringsliv samt sedan 2017 den årliga Maktbarometern, som beskrivs som en en karta över vilka som har störst inflytande i det digitala medielandskapet.
Ordförande sedan 2022 är Emanuel Karlsten.